# Kvesnelija
Kvesnelija (lat. Quesnelia), rod od dvadesetak vrsta vazdazelenih trajnica iz porodice Bromeliaceae. Domovina ovih vrsta je istočni Brazil .

## Vrste
1. Quesnelia arvensis (Vell.) Mez
2. Quesnelia quesneliana (Brongn.) L.B.Sm.
3. Quesnelia testudo Lindm.

Subgenus Billbergiopsis Mez:
1. Quesnelia alborosea A.F.Costa & Fontoura
2. Quesnelia alvimii Leme
3. Quesnelia augustocoburgi Wawra
4. Quesnelia blanda (Schott ex Beer) Mez
5. Quesnelia clavata Amorim & Leme
6. Quesnelia conquistensis Leme
7. Quesnelia dubia Leme
8. Quesnelia edmundoi L.B.Sm.
9. Quesnelia humilis Mez
10. Quesnelia imbricata L.B.Sm.
11. Quesnelia indecora Mez
12. Quesnelia kautskyi C.M.Vieira
13. Quesnelia koltesii Amorim & Leme
14. Quesnelia lateralis Wawra
15. Quesnelia liboniana (De Jonghe) Mez
16. Quesnelia marmorata (Lem.) Read
17. Quesnelia morreniana (Baker) Mez
18. Quesnelia seideliana L.B.Sm. & Reitz
19. Quesnelia tubifolia Leme & L.Kollmann
20. Quesnelia violacea Wand. & S.L.Proença